# Musée de la ville de Sendai
Le Musée de la ville de Sendai (仙台市博物館, Sendai-shi Hakubutsukan) est un musée japonais d'histoire. C'est le principal musée de la ville de Sendai, au Japon.

## Historique
Le musée a été fondé en 1961 dans le Sannomaru, une partie préservée du château de Sendai que le seigneur féodal Masamune Date fit construire au début du XVIIe siècle. Ce musée a pour le but de conserver, d'exposer et d'étudier un ensemble de matériaux culturels présentés par le clan Date en 1951. Il a été entièrement rénové en 1986. Sa superficie totale est de dix mille huit cents mètres carrés sur deux étages avec un corps en béton armé.

## Collections
Le musée expose divers objets liés à Masamune Date, au clan Date et à l'histoire de Sendai en général. La célèbre série d'armures et d'objets de Masamune Date ramenés par Tsunenaga Hasekura durant son voyage à Rome sont parfois exposés. Mille deux cents objets, sur un fonds de quatre-vingt dix mille, sont exposés en permanence. D'autres objets historiques peuvent être vus dans divers autres temples et musées de la ville, tels que le mausolée zuihō-den.